# My Baby Just Cares for Me
Pour les articles homonymes, voir Baby.
Clip vidéo
[vidéo] « Nina Simone - Clip - My baby just cares for me », sur YouTube
[vidéo] « Publicité Chanel no 5 avec Carole Bouquet », sur YouTube
My Baby Just Cares for Me (littéralement « Mon bébé ne s'occupe que de moi ») est une chanson d'amour de jazz blues, composée par Walter Donaldson sur des paroles de Gus Kahn, pour la comédie musicale américaine à succès de Broadway Whoopee! (en) de 1928, suivi du film musical Whoopee! de 1930. Elle devient un standard de jazz avec la reprise arrangée de la chanteuse de jazz américaine Nina Simone (1933-2003) pour son premier album à succès Little Girl Blue sorti en 1958 chez Bethlehem Records. La réédition de sa reprise pour une publicité du parfum No 5 de Chanel, de Ridley Scott en 1987, avec Carole Bouquet, relance ce tube au sommet des classements musicaux mondiaux.

## Historique
Écrite à l’origine en version ragtime-foxtrot pour la comédie musicale américaine à succès de Broadway Whoopee! de 1928, suivi du film musical Whoopee! de 1930, la chanson interprétée par Eddie Cantor est rendue célèbre par sa reprise et adaptation de Nina Simone, pour son premier album Jazz As Played in an Exclusive Side Street Club ou Little Girl Blue, enregistré chez Bethlehem Records à New York en 1958.
Avec ce célèbre standard de son répertoire de jazz, Nina Simone demande à son amoureux de ne s’intéresser et de s'occuper uniquement que d'elle (ou dit de son amoureux qu'il ne s’intéresse qu'a elle) au détriment des spectacles, lieux animés, fringues, voitures et courses de voitures, de Liz Taylor, ou des sourires de Lana Turner ou de Liberace...
La réédition de la reprise de Nina Simone pour une publicité de Ridley Scott en 1987, pour le parfum No 5 de Chanel, la propulse au sommet des charts 30 ans après son premier succès (5e position des charts britanniques, top 10 de la plupart des pays d'Europe, no 1 aux Pays-Bas). Dans ce court métrage publicitaire, l'actrice Carole Bouquet (incarnation de Coco Chanel et égérie du parfum No 5 de Chanel de l'époque) traverse le désert de l'ouest américain avec sa Ferrari 308, son tailleur et son parfum, pour aller y retrouver son amoureux...
Un clip à succès de 1987 en animation de pâte à modeler de Peter Lord, des studios Aardman Animations, représente Nina Simone en chatte féline, qui interprète son célèbre succès en concert dans un club de jazz de chats, accompagnée par un trio de chats au piano, contrebasse, et batterie, sous le regard admirateur d'un chat fou dingue amoureux d'elle.

## Reprises notoires
Ce tube est repris par de nombreuses stars du jazz, dont Ted Weems et son orchestre big band (version ragtime-foxtrot de 1930), Frank Sinatra, Tony Bennett, Bing Crosby, Nat King Cole, Natalie Cole, Gene Kelly, Marlene Dietrich, Al Hirt, George Michael, Cyndi Lauper, Olivia Ruiz, Michael Bublé, Haley Reinhart...

## Cinéma et télévision
- 1930 : Whoopee!, de Thornton Freeland, film musical, d'après la comédie musicale de Broadway Whoopee! de 1928
- 1987 : Publicité pour le parfum No 5 de Chanel, de Ridley Scott, avec Carole Bouquet (avec la reprise de Nina Simone de 1958)
- 1987 : Clip d'animation de pâte à modeler de Peter Lord, des studios Aardman Animations (avec la reprise précédente)
- 1992 : Peter's Friends, de Kenneth Branagh
- 1994 : Petits meurtres entre amis, de Danny Boyle
- 1996 : Beauté volée, de Bernardo Bertolucci
- 1996 : Tout le monde dit I love you, de Woody Allen, avec Julia Roberts.